# Roziers-Saint-Georges

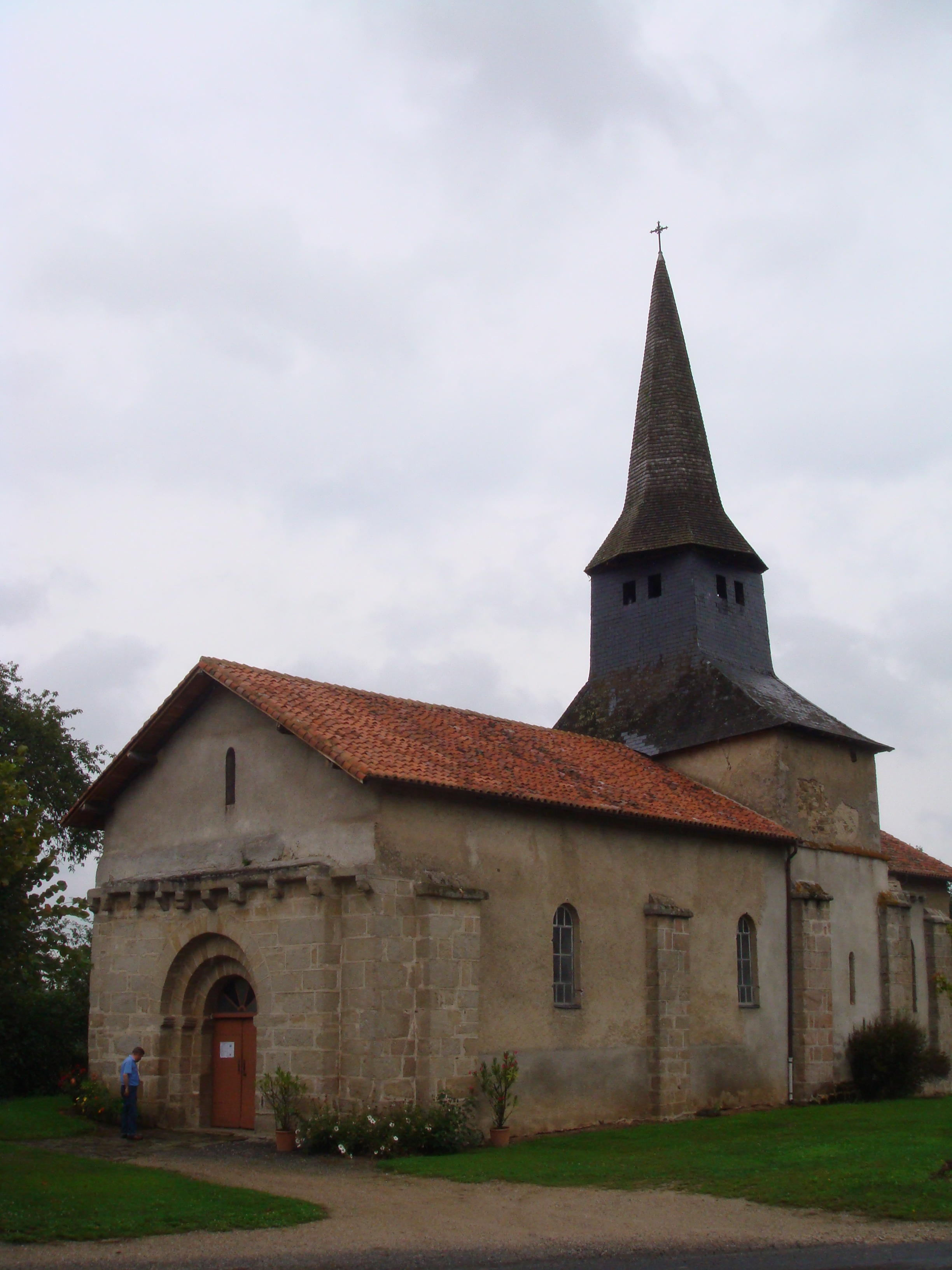
Zabytkowy Kościół św. Jerzego (2011)

Roziers-Saint-Georges – miejscowość i gmina we Francji, w regionie Nowa Akwitania, w departamencie Haute-Vienne.
Według danych na rok 1990 gminę zamieszkiwało 147 osób, a gęstość zaludnienia wynosiła 13 osób/km² (wśród 747 gmin Limousin Roziers-Saint-Georges plasuje się na 474. miejscu pod względem liczby ludności, natomiast pod względem powierzchni na miejscu 530.).

## Populacja

Populacja Roziers-Saint-Georges w latach 1962–2008